# Lucianópolis
Lucianópolis este un oraș în São Paulo (SP), Brazilia.